# Atriplex crassipes
Atriplex crassipes là loài thực vật có hoa thuộc họ Dền. Loài này được J.M.Black mô tả khoa học đầu tiên năm 1918.